# Eck (Gemeinde Brand-Laaben)
Eck ist eine Ortschaft und Katastralgemeinde in der Gemeinde Brand-Laaben im Bezirk Sankt Pölten-Land in Niederösterreich.

## Geografie
Die Streusiedlung Eck liegt südwestlich von Laaben und ist von der Landesstraße L119 nur über Güterwege erreichbar. Zur Katastralgemeinde gehören auch drei Einzellagen.

## Geschichte
Das Eck wird 1364 als "Guettenekk" erwähnt, ursprünglich als Bezeichnung für einen Hof.
Im Franziszeischen Kataster von 1821 ist Eck mit einigen Gebäuden und Einzellagen verzeichnet und im Jahr 1822 wurde der Ort als Dorf mit zwölf Häusern genannt, das nach Brand eingepfarrt war, wohin auch die Kinder eingeschult wurden. Die Herrschaft Neulengbach besaß die Ortsobrigkeit und übte die Landgerichtsbarkeit aus, die und besorgte die Konskription. Die Untertanen und Grundholde des Ortes gehörten den Herrschaften Viehofen, Walpersdorf, Neulengbach, Totzenbach und St. Pölten. Laut Adressbuch von Österreich waren im Jahr 1938 in Eck einige Landwirte mit Direktvertrieb ansässig.